# Sahlen Field
Le Sahlen Field (auparavant Dunn Tire Park, Pilot Field, Downtown Ballpark, North AmeriCare Park et Coca-Cola Field) est un stade de baseball situé au cœur de Buffalo dans l'État de New York.
Depuis 1988, c'est le terrain de jeu à domicile de l'équipe Triple-A des Buffalo Bisons de la Ligue internationale. Le Coca-Cola Field a une capacité de 16 600 places assises en plus de 150 places debout.

## Histoire
Le stade a ouvert ses portes le 14 avril 1988 comme Pilot Field, devant une foule de 19 500 personnes assistant à la victoire des Bisons sur les Denver Zephyrs (score 1-0). Le bâtiment fut édifié pour un coût de $42 millions de dollars ($56 millions pour le projet complet).
Au moment de la construction du stade, la ville espérait garantir la création ou le transfert d'une équipe de la Ligue majeure de baseball. Buffalo était l'un des quatre finalistes de l'expansion de la Ligue nationale en 1993, qui a introduit les Rockies du Colorado et les Marlins de la Floride. Lorsqu'il fut terminé, cependant, le stade pouvait asseoir moins de 20 000 personnes. Bien que ce fut une grande capacité pour une installation de ligue mineure, il a été éclipsé par beaucoup de parcs de ligue majeure. Ainsi, la conception a pris des dispositions pour un agrandissement futur qui aurait permis à la capacité en sièges de croître à près de 40 000 par l'ajout d'un étage supérieur au-dessus de la mezzanine existante.
Le tableau des scores vidéo est l'un des plus grands des Ligue mineure de baseball avec des dimensions de 12 mètres sur 6. C'est un Daktronics LED capable d'afficher plus de 16 millions de nuances de couleurs, visible sur les angles extrêmes, avec qualité vidéo en de haute résolution.
Le stade est rebaptisé Coca-Cola Field en 2008.

## Événements
- Triple-A All-Star Game, 13 juillet 1988
- National Buffalo Wing Festival, depuis 2002
- Ballpark Brawl, depuis 2003

## Dimensions
- Left field (Champ gauche): 325 pieds (99 mètres)
- Left-center: 371 pieds (113 mètres)
- Center field (Champ central): 404 pieds (123 mètres)
- Right-center: 367 pieds (111.8 mètres)
- Right field (Champ droit): 325 pieds (99 mètres)

## Galerie

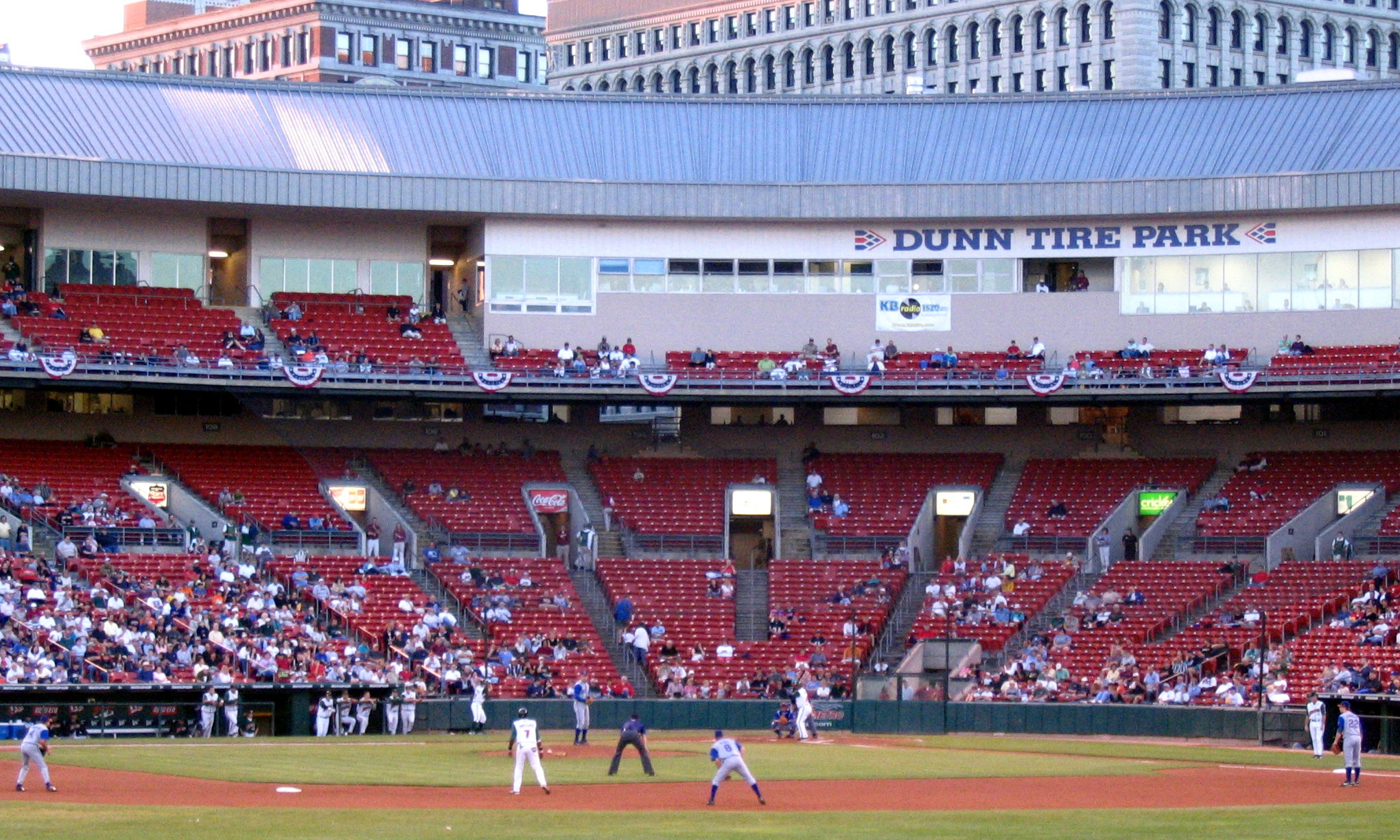
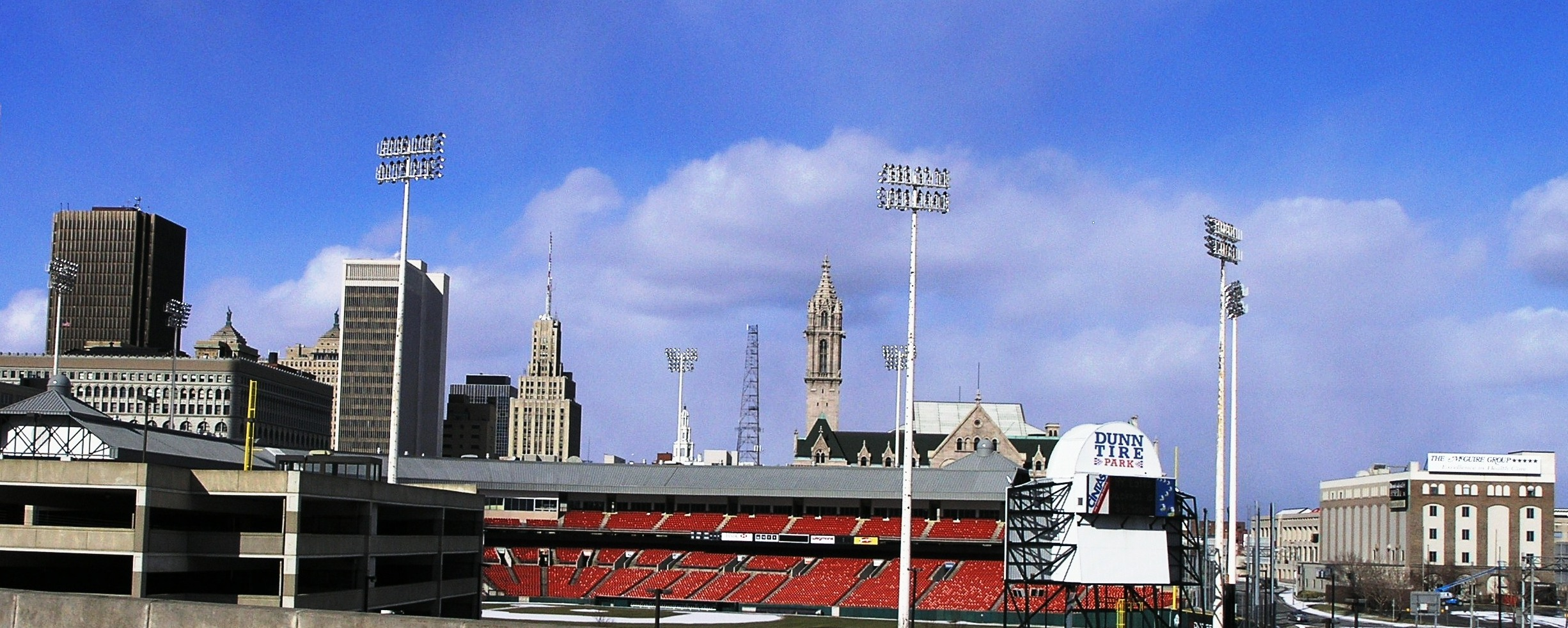